# Qfix Grape
Grape ist eine graphische Entwicklungsumgebung, mit der auch Programmieranfänger sehr einfach Mikrocontroller programmieren können.
In Grape wird zuerst die Programmlogik als Flussdiagramm (bzw. Programmablaufplan) dargestellt. Als Programmelemente stehen zur Verfügung
- Statements (Anweisungen)
- Loops (Schleifen)
- If-Statements (Fallunterscheidung)
- Functions (Funktionen)
- FunctionCalls (Funktionsaufrufe)
- Variablen bzw. Objekte

Im zweiten Schritt wird die Bedeutung der einzelnen Programmelemente definiert. Hierbei können Methoden von C++-Klassen aufgerufen werden, die Grape zuvor bekannt gemacht wurden. Hierdurch stehen Funktionen zur Verfügung, um beispielsweise einen mobilen Roboter anzusteuern, Messdaten zu erfassen oder generell die I/Os eines Mikrocontrollers zu nutzen.
Aus Flussdiagramm und Bedeutungen generiert Grape automatisch (lesbaren) C++-Code, der innerhalb der Umgebung kompiliert und auf den entsprechenden Mikrocontroller geladen werden kann.